# Bart devient célèbre
Bart devient célèbre (Bart Gets Famous) est le 12e épisode de la saison 5 de la série télévisée d'animation Les Simpson.

## Résumé
La classe de Bart visite une usine de cartons, mais celui-ci s'ennuie. Il fausse compagnie au groupe et se rend à Channel 6, une chaîne de télévision locale. En lui rendant service, Bart a été engagé comme assistant de Krusty. Un jour, Tahiti Mel tombe malade et Bart le remplace. Lors du sketch que Krusty et Bart font, ce dernier lors de son entrée en scène, provoque accidentellement la destruction des éléments du décor. Se trouvant seul face au public abasourdi, il s'exclame « J'ai rien fait ! ». Cette phrase provoque l'hilarité et Bart devient célèbre du jour au lendemain. Lors de chaque sketch, Bart est alors amené à prononcer « J'ai rien fait » à chaque fin de numéro. Il enregistre un album dont la chanson phare est J'ai rien fait et un homme écrit sa biographie qui s'appelle J'ai rien fait. Mais, au bout d'un moment, la phrase ne fait plus rire personne et Bart retourne dans l'anonymat.